# Johann Gottlieb Goldberg: Complete Solo Harpsichord Works
Johann Gottlieb Goldberg: Complete Solo Harpsichord Works – album polskiej klawesynistki Aliny Ratkowskiej wydany 12 kwietnia 2019 przez Wydawnictwo UMFC – Chopin University Press. Nagroda Fryderyk 2020 w kategorii «Album Roku Muzyka Dawna».

## Lista utworów

### CD1
- Prelude et fuge in F minor DürG 5
  - 1. Prelude (Andante) [04'04"]
  - 2. Fuge [05'16"]
- Sonata in F major*
  - 3. Allegretto [07'41"]
  - 4. Adagio sostenuto [04'13"]
  - 5. Tempo di Menuetto, Variatio 1–6, Tempo di Menuetto da capo [05'28"]
- Sonata in D major DürG 6
  - 6. Allegro [08'55"]
  - 7. Andante [03'47"]
  - 8. Presto [04'52"]
  - 9. Menuetto, Variatio 1–12, Menuetto da capo [14'02"]

### CD2
- 1. Prelude in C major (Presto) DürG 4 [02'40"]
- 24 Polonaises DürG 7
  - 2. C-dur [01'48"]
  - 3. a-moll [01'40"]
  - 4. G-dur [01'00"]
  - 5. e-moll [01'34"]
  - 6. D-dur [01'07"]
  - 7. h-moll [01'25"]
  - 8. A-dur [01'33"]
  - 9. fis-moll [01'31"]
  - 10. E-dur [01'13"]
  - 11. cis-moll [01'01"]
  - 12. H-dur [00'48"]
  - 13. gis-moll [01'28"]
  - 14. Fis-dur [01'14"]
  - 15. dis-moll [01'35"]
  - 16. Des-dur [00'59"]
  - 17. b-moll [01'41"]
  - 18. As-dur [01'10"]
  - 19. f-moll [01'56"]
  - 20. Es-dur [01'26"]
  - 21. c-moll [01'47"]
  - 22. B-dur [00'55"]
  - 23. g-moll [01'24"]
  - 24. F-dur [01'18"]
  - 25. d-moll [01'29"]